# Sesgo interracial
El sesgo interracial es la tendencia a percibir a los miembros de una misma raza diferente a la nuestra como similares o iguales. Por ejemplo, un occidental percibiría a los asiáticos muy similares, sin ser capaz de distinguir los rasgos faciales, mientras que al contrario ocurriría lo mismo, un asiático tiende a ver las caras occidentales como todas iguales.
Desde la psicología social se interpreta este sesgo como una ventaja endogrupal, de forma que favorecemos a nuestro grupo étnico y nos diferenciamos de los demás exogrupos. Este sesgo es interpretado también como una formación rápida de estereotipos.

## Desaparición del sesgo
Varios estudios han demostrado que este sesgo ocurre de forma automática e inconsciente, pero se ha visto que es posible eliminarlo cuando la persona es consciente de dicho efecto. Cuando a los participantes de los estudios se les advierte de la existencia de este sesgo, los resultados desaparecen y muestran mayor capacidad para diferenciar las caras.
Estos estudios demostraron que la educación y la información son la base para la desaparición de los problemas que puede causar el uso de este sesgo.
- Datos: Q16630756